# Epicentar
 Ovo je glavno značenje pojma Epicentar. Za druga značenja pogledajte Epicentar (glazbeni sastav).
Epicentar je mjesto na Zemljinoj površini izravno iznad hipocentra ili žarišta potresa. Prema definiciji, predstavlja točku (manje područje) na Zemljinoj kori na kojoj je intenzitet potresa najveći.
Riječ epicentar potječe od grčke riječi ἐπίκεντρον (epikentron), "koji zauzima kardinalnu točku", od ἐπί (epi), "na, iznad" + κέντρον (kentron), "centar".
U slučaju potresa, epicentar je izravno iznad točke u kojoj rasjed počinje pucati. To je najčešće i mjesto na kojem se potres najjače osjeti i gdje napravi najveću štetu. Kod većih potresa, dužina pucanja rasjeda je mnogo duža, pa šteta može nastati uzduž cijele zone pucanja. Na primjer, u potresu u Denaliju 2002., na Aljaski, epicentar je bio na zapadnom kraju zone pucanja, ali najveća šteta je nastala oko 330 km dalje, na istočnom kraju zone pucanja.

## Epicentralna udaljenost
Udaljenost između epicentra i hipocentra se naziva "dubina žarišta".